# Loubersan

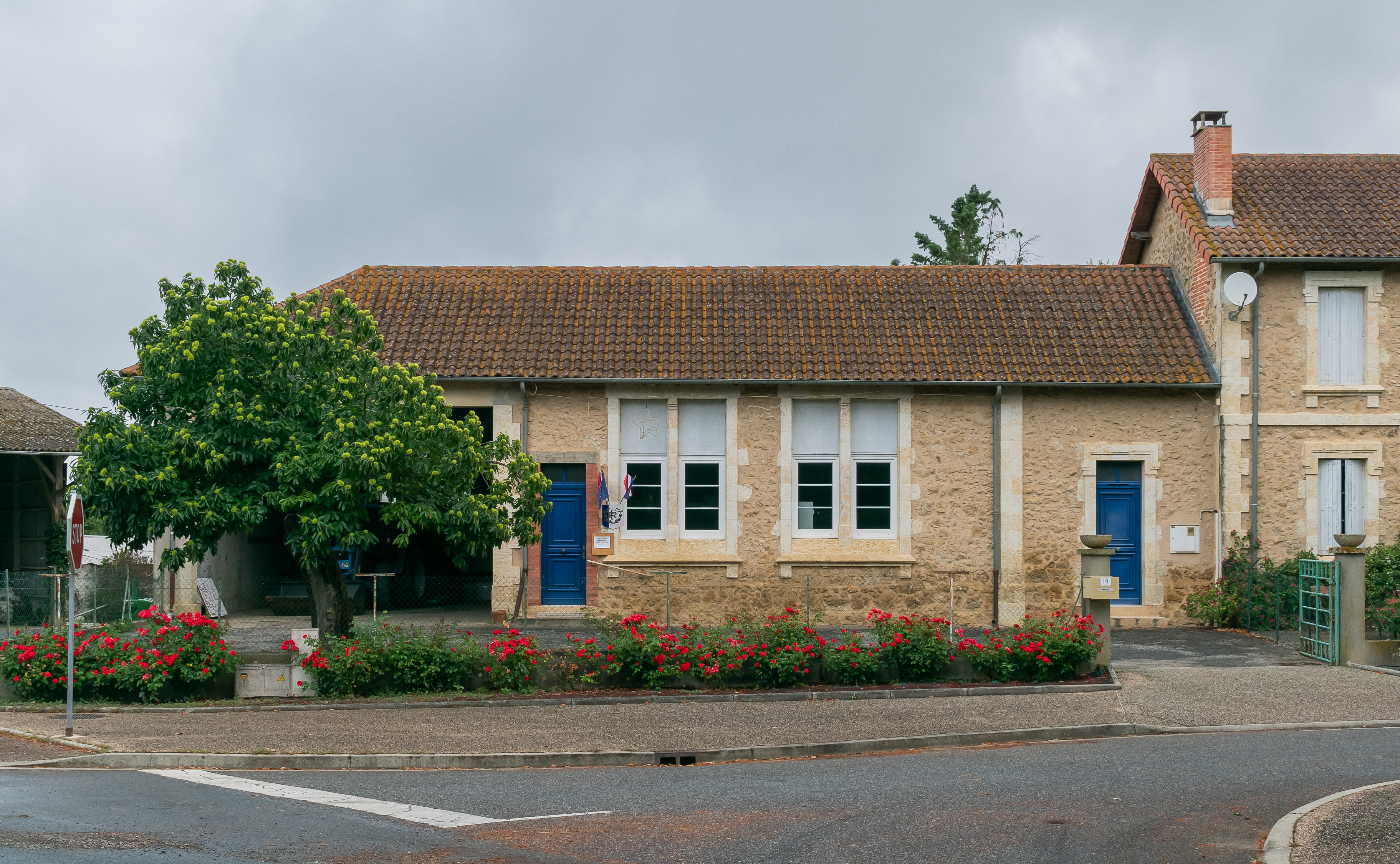
Rathaus von Loubersan

Loubersan (gaskognisch: Lobersan) ist eine französische Gemeinde mit 161 Einwohnern (Stand 1. Januar 2022) im Département Gers in der Region Okzitanien (bis 2015 Midi-Pyrénées); sie gehört zum Arrondissement Mirande und zum Gemeindeverband Astarac Arros en Gascogne. Die Bewohner nennen sich Loubersanais/Loubersanaises.

## Geografie
Loubersan liegt rund acht Kilometer südöstlich von Mirande und 18 Kilometer südwestlich von Auch im Süden des Départements Gers. Die Gemeinde besteht aus Weilern, zahlreichen Streusiedlungen und Einzelgehöften. Der Fluss Sousson durchquert die Gemeinde in nördlicher Richtung. Nachbargemeinden sind Labéjan im Norden, Seissan im Osten, Clermont-Pouyguillès im Südosten und Süden, Saint-Médard im Südwesten und Westen sowie Idrac-Respaillès im Westen und Nordwesten.

## Geschichte
Im Mittelalter lag Vidailhan (damals Vidaillan) in der Vogtei Durban und La Cassagne (damals Lacassaigne) und Loubersan in der Vogtei Moncassin innerhalb der Grafschaft Astarac in der historischen Landschaft Gascogne und teilten deren Schicksal. Alle drei Gemeinden gehörten von 1793 bis 1801 zum District Mirande. Seit 1801 sind La Cassagne, Loubersan und Vidailhan dem Arrondissement Mirande zugeteilt und gehörten von 1793 bis 2015 zum Wahlkreis (Kanton) Mirande. Im Jahr 1822 vereinigten sich die Gemeinden La Cassagne (1821: 72 Einwohner), Loubersan (1821: 230 Einwohner) und Vidailhan (1821: 97 Einwohner) zur heutigen Gemeinde.

## Bevölkerungsentwicklung
| Jahr                       | 1962 | 1968 | 1975 | 1982 | 1990 | 1999 | 2006 | 2011 | 2020 |
| Einwohner                  | 184  | 189  | 153  | 184  | 165  | 168  | 182  | 175  | 151  |
| Quellen: Cassini und INSEE |      |      |      |      |      |      |      |      |      |

## Sehenswürdigkeiten
- Schloss Loubersan (teilweise aus dem 11. und 14. Jahrhundert)
- Kirche Sainte-Marie in Loubersan
- Kirche Saint-Roch bei Vidaillan
- Kapelle in Lacassagne
- zwei Marienstatuen
- zahlreiche Wegkreuze
- Denkmal für die Gefallenen[3]

## Verkehr
Die wichtigste lokale Verbindung ist die Straße D 104. Die wichtigsten regionalen Verbindungen sind die D 2 und die Route nationale 21 westlich von Loubersan.